# Моріц Бенедикт Кантор
Моріц Бенедикт Кантор (нім. Moritz Benedikt Cantor; 23 серпня 1829, Мангайм, Велике герцогство Баденське, Німецький союз — 10 квітня 1920, Гейдельберг, Баденська республіка, Веймарська республіка, Німецька імперія) — німецький історик математики. Написав книгу «Geschichte der Mathematik», що складалася з 3 томів, надрукованих дрібним шрифтом, обсягом близько 3600 сторінок (його співробітники доповнили книгу четвертим томом).

## Життєпис
1851 року — доктор Гейдельберзького університету, пізніше — професор у ньому ж. Від 1859 року став брати участь у Zeitschrift für Mathematik und Physik, де працював редактором історичного відділу, виділеного 1879 року в окреме видання.
В історії математики Кантор відомий як опонент і критик трактувань Густава Яльмара Енестрома.

## Пам'ять
1970 року Міжнародний астрономічний союз присвоїв ім'я Моріца Кантора кратеру на зворотному боці Місяця.